# Nemzetközileg el nem ismert történelmi afrikai államok
A nemzetközileg nem elismert történelmi afrikai államok listája (az évszám szerinti rendezéshez kattintson a Mikor melletti nyílra):
| Történelmi állam             | Hol                                       | Mikor                                     |
| ---------------------------- | ----------------------------------------- | ----------------------------------------- |
| Anjouan                      | Comore-szigetek területén                 | 1997-től 2002-ig, majd 2008-ban állt fenn |
| Azawad                       | Mali területén                            | 2012-től 2013-ig állt fenn                |
| Biafra                       | Nigéria területén                         | 1967-től 1970-ig állt fenn                |
| Bophuthatswana               | Dél-afrikai Köztársaság területén         | 1977-től 1994-ig állt fenn                |
| Busmanföld                   | Namíbia területén                         | 1989-ben állt fenn                        |
| Búr Köztársaságok            | Dél-afrikai Köztársaságterületén          | 1795 és 1902 között álltak fenn           |
| Cabindai Köztársaság         | Angola területén                          | 1975-től 1976-ig, majd 1999-ben állt fenn |
| Ciskei                       | Dél-afrikai Köztársaság területén         | 1981-től 1994-ig állt fenn                |
| Damaraföld                   | Namíbia területén                         | 1980-tól 1989-ig állt fenn                |
| Gosen Szabadállam            | Dél-afrikai Köztársaság területén         | 1882-től 1883-ig állt fenn                |
| Jubaföld                     | Szomália területén                        | 1998-tól 2001-ig állt fenn                |
| Katanga Állam                | Kongói Demokratikus Köztársaság területén | 1960-tól 1963-ig állt fenn                |
| Kaokoföld                    | Namíbia területén                         | 1970-től 1989-ig állt fenn                |
| Mahdi Állam                  | Szudán területén                          | 1885-től 1899-ig állt fenn                |
| Martyazo                     | Burundi területén                         | 1972-ben állt fenn                        |
| Mohéli                       | Comore-szigetek területén                 | 1997-től 1998-ig állt fenn                |
| Marylandi Köztársaság        | Libéria területén                         | 1834-től 1857-ig állt fenn                |
| M'Simbati Szultánság         | Tanzánia területén                        | 1959-től 1962-ig állt fenn                |
| Namaföld                     | Namíbia területén                         | 1980-tól 1989-ig állt fenn                |
| Natal Köztársaság            | Dél-afrikai Köztársaság területén         | 1839-től 1843-ig állt fenn                |
| Rehoboth                     | Namíbia területén                         | 1979-től 1989-ig állt fenn                |
| Rodézia                      | Zimbabwe területén                        | 1965-től 1979-ig állt fenn                |
| Stellaföldi Egyesült Államok | Dél-afrikai Köztársaság területén         | 1883-tól 1885-ig állt fenn                |
| Stellaföldi Köztársaság      | Dél-afrikai Köztársaság területén         | 1882-től 1883-ig állt fenn                |
| Transkei                     | Dél-afrikai Köztársaság területén         | 1976-tól 1994-ig állt fenn                |
| Tripoli Köztársaság          | Líbia területén                           | 1918-tól 1923-ig állt fenn                |
| Tswaföld                     | Namíbia területén                         | 1979-től 1989-ig állt fenn                |
| Venda                        | Dél-afrikai Köztársaság területén         | 1979-től 1994-ig állt fenn                |
| Zanzibári Népköztársaság     | Tanzánia területén                        | 1964-ben állt fenn                        |
| Zimbabwe-Rodézia             | Zimbabwe területén                        | 1979-ben állt fenn                        |

## Külső hivatkozás
- List of historical unrecognized countries